# Třída B (1904)
Třída B byla třída ponorek britského královského námořnictva. Celkem bylo postaveno jedenáct jednotek této třídy. Ve službě byly v letech 1904–1921. Jedna ponorka byla už před světovou válkou ztracena po kolizi s pasažérskou lodí. Ostatní ponorky byly nasazeny v první světové válce. Jejich největším úspěchem bylo potopení osmanské obrněné lodě Mesudiye ponorkou HMS B11.

## Stavba
Celkem bylo postaveno jedenáct ponorek této třídy. Konstrukčně navazovaly na předcházející třídu A. Postavila je britská loděnice Vickers v Barrow-in-Furness. Do služby byly přijaty v letech 1904–1906.
Jednotky třídy B:
| Jméno | Založení kýlu | Spuštěna | Vstup do služby | Poznámky                                                                                |
| ----- | ------------- | -------- | --------------- | --------------------------------------------------------------------------------------- |
| B1    | 1903          | 1904     | 1904            | Prodána do šrotu 1921.                                                                  |
| B2    | 1904          | 1905     | 1905            | Dne 4. října 1912 se v Calaiské úžině potopila po kolizi s pasažérskou lodí SS Amerika. |
| B3    | 1904          | 1905     | 1906            | Prodána do šrotu 1919.                                                                  |
| B4    | 1904          | 1905     | 1906            | Prodána do šrotu 1919.                                                                  |
| B5    | 1904          | 1905     | 1906            | Prodána do šrotu 1921.                                                                  |
| B6    | 1904          | 1905     | 1906            | Od srpna 1917 hlídková loď S6. Prodána do šrotu 1919.                                   |
| B7    | 1904          | 1905     | 1906            | Od srpna 1917 hlídková loď S7. Prodána do šrotu 1919.                                   |
| B8    | 1905          | 1906     | 1906            | Od srpna 1917 hlídková loď S8. Prodána do šrotu 1919.                                   |
| B9    | 1905          | 1906     | 1906            | Od srpna 1917 hlídková loď S9. Prodána do šrotu 1919.                                   |
| B10   | 1905          | 1906     | 1906            | Dne 9. srpna 1916 během oprav v Benátkách potopena Rakousko-uherským letectvem.         |
| B11   | 1905          | 1906     | 1906            | Od srpna 1917 hlídková loď S11. Prodána do šrotu 1919.                                  |

## Konstrukce

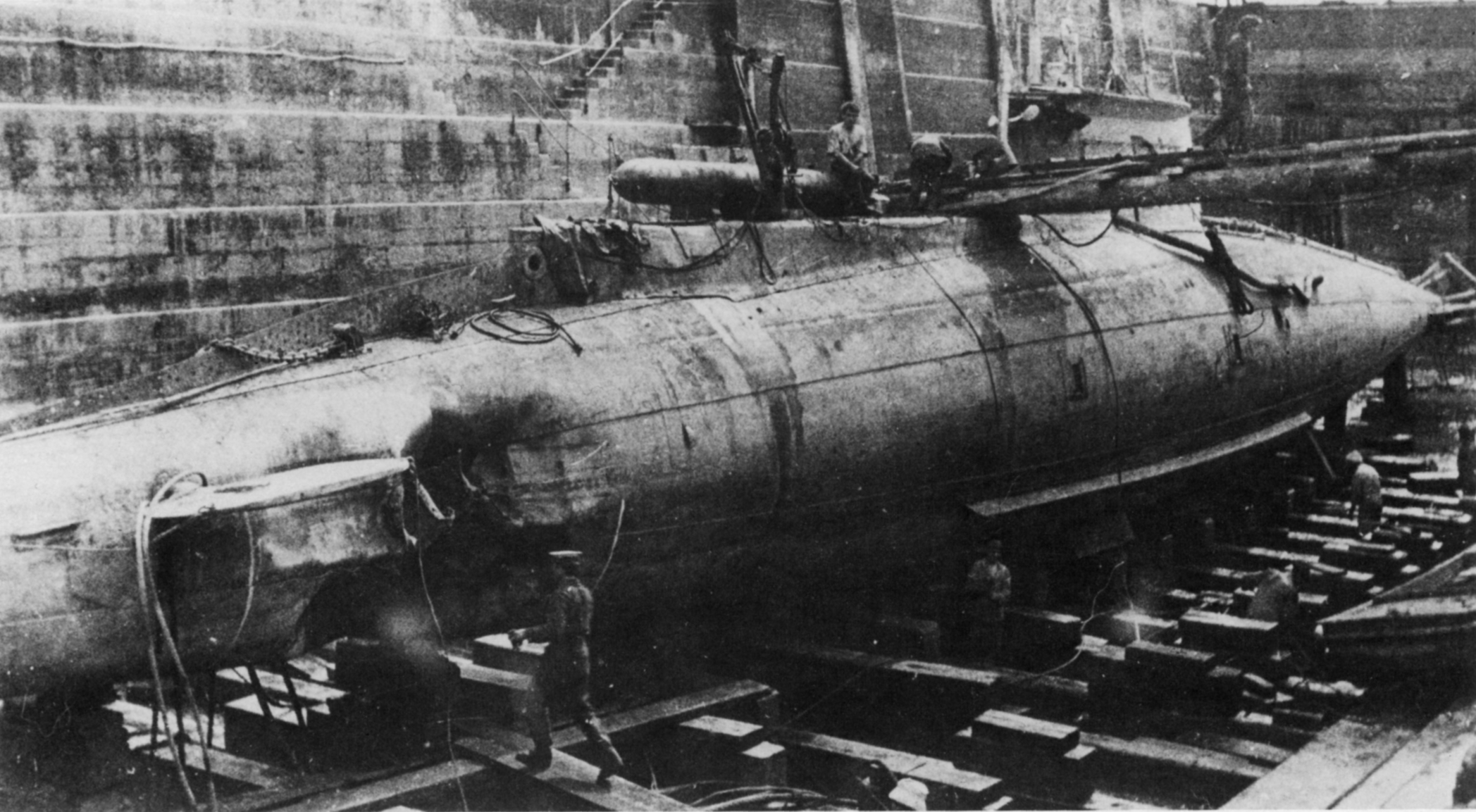
Vyzvednutý vrak ponorky HMS B10

Ponorky nesly dva příďové 450mm torpédomety s celkovou zásobou čtyř torpéd. Pohonný systém tvořil jeden motor Vickers o výkonu 600 hp a jeden elektromotor o výkonu 290 hp, pohánějící jeden lodní šroub. Nejvyšší rychlost dosahovala dvanáct uzlů na hladině a šest uzlů pod hladinou. Dosah byl tisíc námořních mil při rychlosti 8,7 uzlu na hladině. Operační hloubka ponoru dosahovala třicet metrů.

### Modifikace
Šest ponorek této třídy bylo za první světové války nasazeno ve Středomoří. Protože měly problémy s nedostatkem náhradních dílů, ponorky S6–S9 a S11 byly roku 1917 v Benátkách upraveny na hladinová hlídková plavidla. Mimo jiné byla instalována plošina pro výzbroj, kormidelna a naopak odstraněn elekromotor a baterie. Výzbroj představoval jeden 76mm kanón.